# Силях
„Силях“ (на турски: Silah, в превод Оръжие) е османски вестник, излизал в Солун, Османската империя.
Вестникът има революционна насоченост.